# Haematopota tenuicrus
Haematopota tenuicrus är en tvåvingeart som beskrevs av Austen 1908. Haematopota tenuicrus ingår i släktet Haematopota och familjen bromsar. Inga underarter finns listade i Catalogue of Life.